# Chot'kovo
Chot'kovo (anche traslitterata come Hot'kovo, Khot'kovo, Khotkovo o Hotkovo) è una cittadina della Russia europea centrale (oblast' di Mosca), situata sulle rive del fiume Paža 60 km a nordest di Mosca; era compresa amministrativamente nel distretto di Sergiev-Posad.
Il villaggio venne fondato nel 1308; nel 1862 venne aperta la stazione ferroviaria omonima lungo la linea da Mosca a Jaroslavl', mentre l'ottenimento dello status di città è del 1949.

## Società

### Evoluzione demografica
Fonte: mojgorod.ru
- 1959: 14.300
- 1979: 22.100
- 1989: 23.300
- 2002: 20.957
- 2007: 20.300